# Токілтоетон
Токілтоетон (*VI ст.) — цар держави Нобатія.

## Життєпис
Ймовірно, син царя Ейпарноме. Панував приблизно після 577 року. Насамперед відомий написом про заснування укріпленого поселення Іхмінді в Нижній Нубії. Можливо, це свідчить про конфліктні відносини з візантійською імперією через підтримку коптського православ'я.